# Слике без рама из дечијих књига
„Слике без рама из дечијих књига” је југословенска телевизијска серија снимљена 1973. године у продукцији Телевизије Београд.

## Улоге
| Глумац                  | Улога         |
| ----------------------- | ------------- |
| Живојин Жика Миленковић | Цар Кајсар    |
| Милутин Бутковић        | Ађутант Нокат |
| Оља Грастић             |               |
| Петар Краљ              |               |
| Предраг Мики Манојловић |               |
| Божидар Стошић          |               |

Комплетна ТВ екипа ▼
| Редитељ     | Небојша Комадина   |          |
| Сценариста  | Александар Поповић | (wритер) |
| Композитор  | Зоран Симјановић   |          |
| Костимограф | Гордана Поповић    |          |